# Nørre Aaby
Nørre Aaby è un centro abitato della Danimarca situato nella regione della Danimarca Meridionale (Syddanmark) nella parte nordoccidentale dell'isola della Fionia.